# Machiguenga
El machiguenga o matsiguenga és una llengua arawak nativa de la selva amazònica del centre i sud del Perú pels matsigenka. En l'actualitat es calcula que prop de 13.000 persones pertanyen a aquest grup ètnic i, almenys 6.200 parlen la llengua. La major concentració està en la conca del riu Urubamba, al departament del Cusco, i una petita quantitat, en la conca del Manu, en el departament Madre de Dios.

## Característiques
És una llengua polisintètica amb morfologia aglutinant. Alguns lingüistes la consideren gairebé exclusivament de caràcter nucli-marcador (head-marking). Els marcadors verbals de persona són arguments; tanmateix, no es pot afirmar que, per això, sigui un idioma de tipus argumento pronominal, perquè els marcadors de persona no són obligatoris, i és possible reemplaçar-los amb una frase nominal referencial.

## Localització
El machiguenga es parla en la conca del Urubamba i de l'Alto Madre de Dios. Es reconeixen tres varietats dialectals: Manu, Alt Urubamba, Baix Urubamba, completament intercomprensibles, encara que no completament estudiades. Fins al segle passat, la frontera ètnica entre quítxues i matsiguengas pel Urubamba era el poblat de Illapani. En l'actualitat, la presència de colons d'origen quítxua, ha avançat cap al nord; però no ha fet retrocedir poblacions tradicionals com Chirumbia i Koribeni, que són les comunitats més al sud en el territori matsiguenga. Pel Baix Urubamba, els matsiguenga van tenir per veïns als yine del Sepahua. Tal és el seu territori actual.
Existeixen gramàtiques i diccionaris preparats per SIL International una molt bona gramàtica de caràcter històric, de Fra José Pío Aza (primera edició, 1924; edició crítica, 2004), i un diccionari del mateix autor, amb una edició única de 1923, raríssima. Hi ha també nous testaments, transcripcions de la tradició oral i manuals d'alfabetització. Encara que recentment s'ha volgut establir un alfabet de tall més fonològic, les persones de major edat empren l'alfabet ILV.